# Iron Eyes Cody
Iron Eyes Cody   (Parròquia de Vermilion, 3 d'abril de 1904 - Los Angeles, 3 de gener de 1999), de nom autèntic era Espera Oscar DeCorti, fill dels immigrants sicilians Francesca Salpietra i Antonio DeCorti, fou un actor estatunidenc. Esdevingué famós per un espai publicitari del 1971 on plorava el dia de la Terra sota el lema Keep America Beautiful. A més, va fer d'indi en pel·lícules com Sitting Bull, Paleface o Un home anomenat Cavall, i a algunes sèries de televisió com Bonanza.
Feia veure que era indi, fill de cherokee i cree. Estava casat amb una índia, Bertha Parker, i amb ella adoptà nens amerindis.